# 必麒麟运作大厦
必麒麟运作大厦（英語：Pickering Operations Complex）由日藉建築師丹下健三設計，1986年落成，位於新加坡萊佛士坊必麒麟街20號，毗鄰華僑銀行大廈和喬治街一號，是新加坡電信於新加坡核心商業區內唯一的物業，樓高43層。